# Leichtathletik-Länderkämpfe mit bundesdeutscher Beteiligung 1964
| Leichtathletik-Länderkämpfe mit bundesdeutscher Beteiligung 1964 | Leichtathletik-Länderkämpfe mit bundesdeutscher Beteiligung 1964 | Leichtathletik-Länderkämpfe mit bundesdeutscher Beteiligung 1964 | Leichtathletik-Länderkämpfe mit bundesdeutscher Beteiligung 1964 |
| ---------------------------------------------------------------- | ---------------------------------------------------------------- | ---------------------------------------------------------------- | ---------------------------------------------------------------- |
|                                                                  |                                                                  |                                                                  |                                                                  |
| 1. Länderkampf 1964, Straßenlauf (Männer): SUI – GER – NLD       |                                                                  |                                                                  |                                                                  |
| St. Gallen 23. Mai 1964                                          | St. Gallen 23. Mai 1964                                          | 1. GER 2. SUI 3. NLD                                             | 4:59:41,2 h 5:03:36,6 h 5:24:06,4 h                              |
| 2. Länderkampf 1964, Zehnkampf (Männer): SUI – GER A – GER B     |                                                                  |                                                                  |                                                                  |
| Liestal 6./7. Juni 1964                                          | Liestal 6./7. Juni 1964                                          | 1. GER A 2. GER B 3. SUI                                         | 35 P 30 P 14 P                                                   |
| 3. Länderkampf 1964, Geher (Männer): GER – SWE                   |                                                                  |                                                                  |                                                                  |
| Schwaig bei Nürnberg 20./21. Juni 1964                           | Schwaig bei Nürnberg 20./21. Juni 1964                           | 1. SWE 2. GER                                                    | 25 P 19 P                                                        |
| 4. Länderkampf 1964, Männer: GER – ITA                           |                                                                  |                                                                  |                                                                  |
| Saarbrücken 20./21. Juni 1964                                    | Saarbrücken 20./21. Juni 1964                                    | 1. GER 2. ITA                                                    | 119 P 89 P                                                       |
| 5. Länderkampf Männer: GER – POL                                 |                                                                  |                                                                  |                                                                  |
| Köln 12./13. September 1964                                      | Köln 12./13. September 1964                                      | 1. POL 2. GER                                                    | 112 P 89 P                                                       |
| 6. Länderkampf 1964, Frauen: POL – GER                           |                                                                  |                                                                  |                                                                  |
| Łódź 13. September 1964                                          | Łódź 13. September 1964                                          | 1. GER 1. POL                                                    | 66 P 62 P                                                        |
| 7. Länderkampf 1964, Männer: GER – SUI                           |                                                                  |                                                                  |                                                                  |
| Ludwigshafen 26./27. September 1964                              | Ludwigshafen 26./27. September 1964                              | 1. GER 2. SUI                                                    | 148 P 64 P                                                       |
| 8. Länderkampf 1964, Zehnkampf (Männer): FRA – GER – SUI         |                                                                  |                                                                  |                                                                  |
| Paris 3./4. Oktober 1964                                         | Paris 3./4. Oktober 1964                                         | 1. FRA 2. GER 2. SUI                                             | 44 P 39 P 38 P                                                   |
| Chronik                                                          |                                                                  |                                                                  |                                                                  |
| ← Länderkämpfe 1963                                              | ← Länderkämpfe 1963                                              | Länderkämpfe 1965 →                                              | Länderkämpfe 1965 →                                              |

Im Jahr 1964 wurden acht Leichtathletikländerkämpfe mit bundesdeutscher Beteiligung ausgetragen. Das waren vergleichsweise wenige Veranstaltungen dieser Form. Die höchste Anzahl von siebzehn Länderkämpfen seit Beginn der Vergleiche im Jahr 1921 hatte es 1961 gegeben. Der Fokus in der Saison 1964 im internationalen Bereich war ausgerichtet auf die Olympischen Spiele in Tokio. Die Bundesrepublik Deutschland trat hier zum letzten Mal mit einem gesamtbundesdeutschen Team an, in dem Sportler aus der Bundesrepublik Deutschland und der DDR vertreten waren. Die dazu notwendigen Ausscheidungswettkämpfe führten wie das Großereignis selber dazu, dass es in diesem Jahr weniger Länderkämpfe gab als in anderen Jahren. Mit zwei Gold-, fünf Silber- und drei Bronzemedaillen belegte die gesamtdeutsche Mannschaft bei den Spielen von Tokio Rang vier im Medaillenspiegel hinter den deutlich überlegenen US-Amerikanern (vierzehn Goldmedaillen), der Sowjetunion (fünf Mal Gold) und Großbritannien (vier Mal Gold).
Aufgeführt sind hier die Länderkämpfe bundesdeutscher Leichtathleten. Die Sportler der DDR führten nach der Deutschen Teilung im Jahr 1949 eigene Veranstaltungen durch.
Die Frauen mussten sich in dieser Saison mit nur einem Vergleich begnügen, die Männer bestritten sieben Länderkämpfe. Von den Männerbegegnungen wurden zwei von den Zehnkämpfern und jeweils eine in den Bereichen Gehen und Straßenlauf durchgeführt. Die restlichen drei Aufeinandertreffen der Männer fanden wie gewohnt in Form von Veranstaltungen mit einer Mischung allgemeiner leichtathletischer Disziplinen statt. Der Länderkampf der Frauen wurde als Begegnung der üblichen Form mit verschiedenen leichtathletischen Disziplinen ausgetragen.

## Bilanz
In der Saison 1964 gab es für die bundesdeutschen Männer in ihren sieben Länderkämpfen drei Niederlagen. Verloren ging der Geher-Vergleich mit Schweden am 20./21. Juni in Schwaig bei Nürnberg. Zum vierten Mal in Folge gab es im allgemeinen Vergleich mit Polen einen polnischen Sieg, diesmal in Köln am 12./13. September. Darüber hinaus unterlag das bundesdeutsche Zehnkampf-Team im Dreier-Vergleich mit Frankreich und der Schweiz den französischen Athleten am 23./24. August in Paris. Die weiteren vier Männervergleiche des Jahres 1964 konnten die bundesdeutschen Athleten für sich entscheiden. Die Männer hatten damit am Ende der Saison in ihren seit dem ersten Länderkampf 1921 insgesamt 202 Vergleichen 165 Siege und zwei Unentschieden erzielt sowie 35 Niederlagen erlitten. Nur gegen die USA hatte die Bundesrepublik Deutschland weiterhin noch keinen Erfolg vorzuweisen und war diesem Gegner bei zwei Vergleichen 1938 und 1961 unterlegen.
Die Frauen konnten sich in ihrem einzigen Länderkampf dieser Saison gegen Polen am 13. September in Łódź mit knappem Vorsprung den Sieg sichern. Damit hatten die bundesdeutschen Leichtathletinnen seit dem ersten Frauenländerkampf 1928 in 55 Aufeinandertreffen jetzt insgesamt 44 Siege errungen, ein Unentschieden erzielt und zehn Niederlagen hinnehmen müssen. Eine negative Bilanz hatten sie gegenüber England, der Sowjetunion und dem Britischen Empire, ausgeglichen war der Stand mit Großbritannien, alle anderen Bilanzen waren positiv, nun auch wieder im Vergleich mit Polen.
In der Gesamtsumme aller Länderkämpfe mit bundesdeutscher Beteiligung hatten Leichtathleten aus der Bundesrepublik von 257 Vergleichen 209 gewonnen, 45 verloren und drei Unentschieden erzielt. Fünf der Niederlagen stammten dabei aus zweiten Plätzen in Begegnungen mit mehr als zwei Nationen: zwei aus den von Schweden siegreich gestalteten allgemeinen Vergleichen, eine aus dem von den Niederlanden gewonnenen Straßenlaufwettkampf in der Saison 1951, zwei aus von der Schweiz siegreich gestalteten Straßenlauf-Vergleichen und eine aus dem Dreiländer-Zehnkampf-Vergleich in dieser Saison mit Frankreich und der Schweiz, den Frankreich vor der Bundesrepublik Deutschland gewonnen hatte.

## Wertungsmodus
Die Regeln zur Punktevergabe wurden mit einer Ausnahme nach dem üblichen Wertungssystem angewendet. In den Einzeldisziplinen lautete der Standard der Punktevergabe: Platz 1: 5 P, Pl. 2: 3 P, Pl. 4: 1 P. In den Staffeln wurden nach dem Standard fünf zu zwei Punkte vergeben. Im Länderkampf mit Italien am 20./21. Juni in Saarbrücken wurden davon abweichend in den Staffeln vier zu eins Punkte verteilt. In weiteren Begegnungen mussten aufgrund anderer Rahmenbedingungen – mehr als zwei Teilnehmer je Nation in der Wertung oder mehr als ein Gegnerland – andere Regeln zur Punktevergabe zur Anwendung kommen.

## Straßenlauf-Länderkampf der Männer gegen die Niederlande und die Schweiz
Der erste Vergleich des Jahres 1964 war ein Länderkampf im Straßenlauf zwischen den drei Nationen Bundesrepublik Deutschland, Schweiz und Niederlande. Die Begegnung wurde am 23. Mai in der Schweizer Stadt St. Gallen ausgetragen. Das bundesdeutsche Team entschied das Aufeinandertreffen mit einem Vorsprung von knapp vier Minuten vor der Schweiz für sich. Mit weiteren zwanzigeinhalb Minuten Rückstand belegten die niederländischen Läufer abgeschlagen den dritten und letzten Platz.

## Zehnkampf-Länderkampf der Männer gegen die Schweiz
Am 6./7. Juni trugen die bundesdeutschen Zehnkämpfer einen Vergleich mit der Schweiz aus. Die später bei den Spielen in Tokio mit Gold und Bronze erfolgreiche bundesdeutsche Mannschaft trat im Schweizer Ort Liestal mit einem A- und einem B-Team an. Beide bundesdeutschen Teams lagen am Ende vorn, Die A-Mannschaft gewann mit 35 Punkten vor Deutschland B (dreißig Punkte). Die Schweiz belegte mit vierzehn Punkten den dritten Platz.

## Geher-Länderkampf der Männer gegen Schweden
Im dritten Vergleich trafen sich die bundesdeutschen Geher zum achten Mal mit ihren Kontrahenten aus Schweden. Die Begegnung wurde am 20./21. Juni in Schwaig bei Nürnberg ausgetragen. Schweden hatte zuvor fünf Mal gewonnen, die Bundesrepublik zwei Mal. Auch in Schwaig entschieden die Schweden den Länderkampf mit 25 zu neunzehn Punkten für sich.

## Leichtathletik-Länderkampf der Männer gegen Italien
Im vierten Länderkampf des Jahres fand wieder ein Vergleich der bundesdeutschen Männer mit Italien statt. Die beiden Länder waren zuvor in zahlreichen Zweiländerkämpfen sowie Begegnungen unter Beteiligung mehrerer Nationen aufeinander getroffen, aus denen Deutschland ausnahmslos als Sieger hervorgegangen war. Auch die Begegnung in der laufenden Saison am 20./21. Juni in Saarbrücken entschieden die bundesdeutschen Leichtathleten mit 119 zu 89 Punkten klar für sich. Es war der letzte Länderkampf vor den Olympia-Ausscheidungen mit dem Team der DDR.

## Leichtathletik-Länderkampf der Männer gegen Polen
Am 12./13. September trafen die bundesdeutschen Männer im zweiten Länderkampf des Jahres mit dem allgemeinen leichtathletischen Programm auf die starken Polen, gegen die Deutschland zuletzt drei Niederlagen in Folge hatte hinnehmen müssen. Auch in diesem neunten Aufeinandertreffen der beiden Länder, das in Köln stattfand, musste sich die Bundesrepublik Deutschland wieder geschlagen geben. Polen siegte mit 112 zu 89 Punkten sehr deutlich. Auch die Frauen trugen parallel in Polen eine Begegnung mit diesem Gegner aus.

## Länderkampf der Frauen gegen Polen
Im sechsten Vergleich des Jahres traten auch die bundesdeutschen Frauen zu ihrem ersten und einzigen Länderkampf der laufenden Saison an. Am 13. September trafen sie im polnischen Łódź zum siebten Mal auf Polen. Zuvor hatte es vier bundesdeutsche Siege, ein Unentschieden und zwei polnische Erfolge gegeben. Auch diesmal wurde es wieder eng, am Ende setzten sich die bundesdeutschen Athletinnen mit 66 zu 62 Punkten knapp durch.

## Länderkampf der Männer gegen die Schweiz
Zwei Wochen nach der Begegnung mit Polen bestritten die bundesdeutschen Männer im siebten Vergleich des Jahres einen weiteren Länderkampf mit dem Traditionsgegner aus der Schweiz. Zuvor waren die beiden Nationen in diesem Jahr bereits in einem Straßenlaufwettkampf und einer Zehnkampf-Begegnung aufeinander getroffen. Ein weiterer Vergleich der Zehnkämpfer gemeinsam mit Frankreich sollte noch folgen. Ohne Zählung der Geher-, Straßenlauf- und Zehnkampf-Begegnungen sowie eines Sechsländerkampfs 1961 war dies der 27. Vergleich in einem Zweiländerkampf. In fast all diesen traditionellen Treffen der beiden Nationen hatte Die Bundesrepublik Deutschland gesiegt, nur 1955 hatten die Schweizer Sportler vorne gelegen, als Deutschland gleichzeitig noch zwei weitere Vergleiche mit den Niederlanden und mit Dänemark durchgeführt und damit drei verschiedene Teams zu stellen hatte. In diesem Jahr dominierten die bundesdeutschen Sportler deutlich und siegten mit 148 zu 64 Punkten.

## Zehnkampf-Länderkampf der Männer gegen Frankreich und die Schweiz
Den achten und letzten Länderkampf des Jahres bestritten die Zehnkämpfer gegen Frankreich und noch einmal die Schweiz. Die drei Nationen trafen sich am 3./4. Oktober in der französischen Hauptstadt Paris. Gut eineinhalb Wochen vor Beginn der Olympischen Spiele in Tokio waren vor allem im bundesdeutschen Team nicht die besten Athleten vertreten. So wurde es ein enger Dreikampf, den Frankreich mit 44 Punkten für sich entschied. Mit 39 Punkten belegte die Bundesrepublik Deutschland nur einen Punkt vor der den drittplatzierten Schweizern den zweiten Rang.